# 恒星時
恒星時（こうせいじ、sidereal time）とは、春分点を用いた定義を基準に恒星の南中（子午線通過）によって計られる時間。恒星時は地球の自転に類似するが、恒星時は歳差や章動の影響を含むため完全には一致しない。

## 太陽時と恒星時
太陽時は太陽の見かけの日周運動によって計られ、ある場所における太陽時での正午は太陽が天球上で最も高い高度に位置する瞬間（北半球では太陽が真南に、南半球では真北に来る瞬間）として定義される。太陽高度が最も高くなってから再び最も高い位置に来るまでの時間は正確に24時間となり、これを太陽日と呼ぶ。
しかし恒星の運動は太陽とは少し異なっている。1日の間に地球は公転軌道に沿って太陽の周りを少しだけ公転するため、太陽が再び最も高い高度の位置に来るまでには1回転より少し余分の角度だけ自転する必要がある。これに対して恒星は非常に遠くにあるため、地球の公転によって恒星の見かけの位置のずれは一般には無視できる（厳密には地球の公転によって近距離の恒星はわずかに動く。年周視差を参照のこと）。ゆえに、恒星の高度が一度最も高くなってから再び最も高くなるまでの時間は24時間よりもわずかに短い。平均恒星日は86164.091秒（23時間56分4.091秒）である。しかし地球の自転速度が変動するため、理想的な恒星時時計の進度は日常時間の時計の進度を定数倍したものからずれる。実際にはこの差は協定世界時（UTC）とUT1の差、UTC-UT1の値として監視されている。このずれは電波望遠鏡での観測によって計測され、その予報と記録が国際地球回転・基準系事業（IERS）とアメリカ海軍天文台によって公表されている。UTC-UT1の予報値がDUT1、実績値がΔUT1とされる。

## 定義
恒星時は春分点の時角として定義される（あるいは、その時に真南に見える星の赤経としても定義できる）。春分点が子午線を通過する時、すなわち赤経0時の線がちょうど頭上にある時にその場所の地方恒星時は00:00である。グリニッジ恒星時はイギリス・グリニッジでの子午線（本初子午線）上で測った春分点の時角である。これ以外の地方での恒星時の値は経度に応じて変わる。東経15度の地点での恒星時はグリニッジ恒星時より1時間進んだ値になる（24時間ずれるとちょうど地球を1周する）。もちろん恒星時は時の単位だけでなく、計測の精度に応じて分・秒あるいはそれ以下の値まで求められる。グリニッジ恒星時とUT1はある定数（1.00273790935）倍だけ異なっている。

## 恒星時の計算法
世界時(UT) (= 中央標準時(JST) - 9時) のユリウス通日JD を求める。
UTの現在のグレゴリオ暦での年をY、月をM、日をD、時間をh、分をm、秒をsとする。ただし、1月と2月はそれぞれ前年（Yの値を-1する）の13月、14月として代入する（例: 2013年2月5日の場合、Y=2012, M=14, D=5）。このときユリウス日(JD)は、次の式で求められる。
{\displaystyle JD=\lfloor 365.25Y\rfloor +\lfloor Y/400\rfloor -\lfloor Y/100\rfloor +\lfloor 30.59(M-2)\rfloor +D+1\ 721\ 088.5+{\frac {h}{24}}+{\frac {m}{1440}}+{\frac {s}{86\ 400}}\!}
{\displaystyle \lfloor x\rfloor }は、床関数である。次に、TJD (Truncated Julian Day - NASAが導入した世界時1968年5月24日0時からの日数) を次の式で求める。
{\displaystyle TJD=JD-2\ 440\ 000.5\!}
平均春分点に準拠するグリニッジ恒星時（歳差のみを考慮に入れた平均恒星時）{\displaystyle {\bar {\theta }}_{G}}は、次の式で求めることができる（hは時間の単位。度数法で表記された角度を15で割ったものと同じ）。
{\displaystyle {\bar {\theta }}_{G}=24^{h}\times (0.671\ 262+1.002\ 737\ 9094\times TJD)\!}
グリニッジ恒星時からその地方での恒星時を求めるには、地方の西経を{\displaystyle \lambda }とすると（東経の場合には負の数になる）、
{\displaystyle {\bar {\theta }}={\bar {\theta }}_{G}-{\frac {\lambda }{15}}\!}
となる。負数になった場合には{\displaystyle 24^{h}}を加えて正数とする。

## 恒星時の利用
恒星時を使うと、ある時刻にどの天体を観測することができるかが容易に分かるので恒星時は天文台でよく使われる。天体の天球上の位置は（地球上での経緯度と同様に）赤道座標、すなわち赤経と赤緯で天の赤道に対する相対位置が表されるが恒星時とある天体の赤経とが等しい時、その天体は最も高度が高い位置、つまり子午線通過の位置にある（正中）。この時、天体は大気による減光が最も小さくなり観測に最適となる。